# Parafia Świętych Czworga Nowych Męczenników Paryskich w Saintines
Parafia Świętych Czworga Nowych Męczenników Paryskich – parafia prawosławna w Saintines. Należy do dekanatu paryskiego północno-wschodniego Arcybiskupstwa Zachodnioeuropejskich Parafii Tradycji Rosyjskiej Patriarchatu Moskiewskiego.
Parafia powstała w 2003 r. Nie posiada własnej cerkwi. Nabożeństwa od 2009 r. są celebrowane w rzymskokatolickim kościele św. Jana Chrzciciela w Saintines.
Patronami parafii jest czworo prawosławnych męczenników – kapłan Dmitrij Klepinin, mniszka Maria (Skobcowa), hipodiakon Jurij Skobcow i Ilja Fondaminski, którzy po aresztowaniu przez gestapo byli więzieni w obozie koncentracyjnym Royallieu w Compiègne (15 km od Saintines), a następnie wysłani do innych obozów, gdzie zginęli.
Proboszczem jest ks. Nicolas Kisselhoff.